# Konferenční liga UEFA
Konferenční liga UEFA (dříve známá jako Evropská konferenční liga UEFA) je klubovou fotbalovou soutěží mezi evropskými týmy pořádanou organizací UEFA. Byla založena v roce 2019, prvním ročníkem byla sezóna 2021/22. V pořadí evropských klubových soutěží je třetí v pořadí, za Ligou mistrů a Evropskou ligou.

## Historie
Organizace UEFA hovořila o možnosti další soutěže od roku 2015, aby rozšířila možnosti dalších mezinárodních zápasů těm klubům, které jsou obvykle vyřazeny v předkolech LM a EL. Dne 2. prosince 2018 UEFA oficiálně oznámila, že se soutěž rozběhne na první tříletý cyklus 2021–24 a že má prozatímní pracovní název Evropská liga 2 („UEL2“). Oficiální název byl zveřejněn 24. září 2019 po zasedání UEFA v Lublani.
Od svého založení byla známa pod názvem Evropská konferenční liga UEFA nebo také zkratkou UECL, před ročníkem 2024/25 došlo ke změně názvu na současnou podobu.

## Formát

### Předkola
Podobně jako v Lize mistrů se kvalifikace dělí na dvě „části“ – mistrovskou a nemistrovskou. Na rozdíl od Ligy mistrů se v mistrovské části objeví pouze týmy, které byly vyřazeny v předkolech Evropské ligy a pak byly přesunuty do předkol Evropské konferenční ligy.
Nasazení týmů záleží na koeficientu země a pořadí v žebříčku UEFA:
- Země na 1.–12. místě žebříčku mají jeden klub;
- Země na 13.–34. místě žebříčku (mimo Ruska) mají dva kluby;
- Země na 35.–50. místě žebříčku mají tři kluby;
- Země na 51.–55. místě žebříčku mají dva kluby;
- Lichtenštejnsko nemá vlastní ligu, do Konferenční ligy bude vstupovat vítěz domácího poháru nezávisle na pořadí země v žebříčku UEFA.

Z uvedeného výčtu je patrné, že Konferenční liga je zaměřena spíše pro kluby ze zemí, které jsou v žebříčku UEFA na nižších pozicích. Z vyšších lig se do Konferenční ligy mohou dostat týmy, které jsou vyřazeny v předkolech Ligy mistrů nebo Evropské ligy.

### Ligová fáze
Od sezóny 2024/25 došlo mimo změny názvu také ke změně hracího formátu. Namísto 32 týmů hrajících v 8 základních skupinách po 4 účastnících byla vytvořena ligová fáze, kdy 36 týmů je seřazeno v jedné společné tabulce dle výsledků svých 6 zápasů.
Pro los ligové fáze jsou týmy dle svého klubového koeficientu rozděleny do 6 výkonnostních košů a každému týmu je pak vylosováno 6 soupeřů: vždy po jednom zápase doma a venku z košů 1/2, jeden zápas doma a jeden venku se soupeři z košů 3/4 a jeden zápas doma a jeden zápas venku proti soupeřům z košů 5/6.
Nejlepších 24 týmů z celkové tabulky postupuje do vyřazovací fáze. Týmy na 25.–36. místě celkové tabulky v dané sezóně v pohárových soutěžích končí.

### Vyřazovací fáze
Vyřazovací fáze se dále skládá ze šestnáctifinále, osmifinále, čtvrtfinále, semifinále a finále. Do šestnáctifinále postupují týmy na 9.–24. místě celkové tabulky ligové fáze, přičemž týmy na 9.–16. místě jsou pro šestnáctifinále nasazeny. Do osmifinále postupují vítězové ze šestnáctifinále a přímo nejlepších 8 týmů z celkové tabulky ligové fáze.
Od šestnáctifinále až do semifinále včetně se vždy hraje na dva zápasy systémem doma–venku, při rovnosti skóre se druhý zápas prodlužuje a pokud nedojde k rozhodnutí, kopou se pokutové kopy. Finále se pak hraje na jeden zápas na předem určeném stadionu.
Vítěz soutěže má zajištěno právo startu v následujícím ročníku Evropské ligy.

## Vítězové a finalisté Konferenční ligy
| Sezóna                  | Stadion                     | Vítěz              | Skóre | Finalista      | Odkazy |
| ----------------------- | --------------------------- | ------------------ | ----- | -------------- | ------ |
| 2021 / 2022 Podrobnosti | Arena Kombëtare, Tirana     | AS Řím             | 1:0   | Feyenoord      |        |
| 2022 / 2023 Podrobnosti | Fortuna Arena, Praha        | West Ham United FC | 2:1   | ACF Fiorentina |        |
| 2023 / 2024 Podrobnosti | Agia Sophia Stadium, Athény | Olympiacos         | 1:0   | ACF Fiorentina |        |
| 2024 / 2025 Podrobnosti | Městský stadion, Vratislav  | Chelsea FC         | 4:1   | Real Betis     |        |
| 2025 / 2026 Podrobnosti | Red Bull Arena, Lipsko      |                    |       |                |        |
| 2026 / 2027 Podrobnosti | Vodafone Park, Istanbul     |                    |       |                |        |